# Max (Pokémon)
Max (Masato) fiktivan je lik iz Pokémon franšize – videoigara, animiranih serija, manga stripova, knjiga, igračaka i ostalih medija kojima je tvorac Satoshi Tajiri.
Max je jedan od glavnih likova Pokémon animirane serije, prikazujući se kroz šestu, sedmu, osmu i devetu sezonu Pokémon animirane serije. Max se pojavio kao jedan od prijatelja i pratitelja Asha Ketchuma, uz svoju sestru May, te se pridružio grupi kroz njihova putovanja. Max je mladi Pokémon trener, no u epizodi u kojoj se prvi put pojavljuje ("There's No Place Like Hoenn") bio je premlad da dobije svog početnog Pokémona. Do epizode "End of a Journey, Yet Beginning of a Journey", Max je jednostavno ostao Pokémon entuzijast, no kada njegova sestra ode u Johto regiju radi natjecanja u Pokémon izložbama, on se vraća u Hoenn regiju kako bi dobio svog početnog Pokémona i postao Pokémon trener. Max se ne pojavljuje u igrama Pokémon Ruby, Sapphire i Emerald, iako se u igrama pojavljuje NPC lik koji predstavlja Mayina (ili Brendanova) brata.

## Lik
Max i May djeca su Normana, Vođe dvorane grada Petalburga i njegove žene Caroline. Max i May dijele tipičnu bratsko-sestrinsku vezu. Često dosađuju jedno drugom, no u trenucima kada je to važno, međusobno se ponašaju veoma zaštitnički. May ne zna toliko o Pokémonima kao Max, zbog čega ju je on u prošlosti grdio, te ona često biva iživcirana njegovim ponašanjem jer zna biti dosadan mlađi brat.
Ne nalik svojoj sestri, Max je oduvijek obožavao Pokémone i želi postati Pokémon trener kada dovoljno odraste. Doduše, iako je još mlad, zna mnogo o Pokémonima i uspio se sprijateljiti s velikim brojem Pokémona. Sa svojim znanjem uspio je uvjeriti trenere da je Vođa dvorane grada Petalburga, iako je to zapravo njegov otac Norman, no ova je tvrdnja uvijek neslavno propala kada bi došlo do borbe Pokémona jer Max nema Pokémona. Zbog ovog znanja, odlučio je putovati zajedno s Ashom i May kako bi mogao naučiti još i više i kako bi kasnije mogao započeti svoju karijeru Pokémon trenera još uspješnije. Max se često ponaša kao štreber i cjepidlaka, no jako mu je stalo do Pokémona i svoje sestre.
Kada Ash Ketchum stigne u Hoenn regiju na početku Advanced Generation sezone, Max je iznenađen što vidi trenera kojeg je vidio na televiziji nekoliko tjedana prije dok prisustvuje u Silver konferenciji za Pokémon trenere. Iako Max poštuje Ashove sposobnosti kao Pokémon trenera, brzo zaključuje da je Ash izgubio u četvrtfinalu turnira. Isto tako, u početku kritizira Mayin izbor Torchica za njenog početnog Pokémona, preferirajući Treecka. Na zahtjev njegova oca, Max se pridružuje Ashu i May na njihovu Pokémon putovanju, unatoč činjenici da je premlad da postane Pokémon trener, da bi vidio svijet Pokémona vlastitim očima.
Tijekom svog putovanja s Ashom, May i Brockom, došao je veoma blizu hvatanja nekih Pokémona kao što su primjerice Poochyena i Ralts, no donio je odluku da ih neće uhvatiti dok ne postane Pokémon trener.
Max sa sobom nosi minijaturno računalo, poznato i kao PokéNav, koje pripada njegovoj sestri May. U kasnijim epizodama Max preuzima ulogu koju je Misty imala prije Advanced Generation epizoda; vukući Brocka za uho dok se ovaj nabacuje lijepim djevojkama (tehniku koja ga je impresionirala u epizodi "The Princess and the Togepi").
U posljednjoj epizodi Pokémon: Battle Frontier sezone Max i May odlaze iz Kanto regije natrag u Hoenn. Dok May namjerava nakratko se vratiti kući prije no što se pridruži Drewu u Johto regiji, Max se kući vraća da bi započeo svoje Pokémon putovanje kao Pokémon trener i da bi dobio svog početnog Pokémona.

## Povezani Pokémoni
Kako Max ima manje od 10 godina u Advanced Generation sezoni, nije mu odobreno treniranje Pokémona, te zbog toga ne može hvatati Pokémone tijekom svog pojavljivanja u Pokémon animiranoj seriji. Doduše, u nekoliko epizoda, kao i u šestom filmu, rabio je ili posudio neke Pokémone, a s nekima se i sprijateljio.
- Shroomish

Max se sprijateljio sa Shroomishom u gradu u blizini Petalburg šume. Spasio je Shroomishov dom od uništenja. Shroomish se kasnije vratio svojoj grupi nakon što mu je dom bio spašen.
- Poochyena

U epizodi 285, "A Bite to Remember" Max je sreo Poochyenu koja je bila Pokémon izbjeglica jer nije evoluirala u Mightyenu, svoj 1. stupanj, kao i ostatak njezina čopora. Max pokuša natjerati Poochyenu da se razvije, no Ash i May objasne mu da je pogrešno tjerati Pokémona da evoluira ako on to ne želi. Dok Max i Poochyena putuju kroz šumu, napadne ih Tim Raketa, ukravši nekoliko Pokémona, uključujući i Poochyenu. Max ohrabruje Poochyenu da upotrijebi Ugriz (Bite), što ona i učini, nakon čega se razvije u Mightyenu.
- Jirachi

Max se zbližio s Jirachijem i postao njegov prijatelj tijekom filma Jirachi Wishmaker (prvi Pokémon film Advanced Generation sezone). Nakon što je pronašao meteor koji Jirachi nastanjuje dok se ne probudi svakih 1000 godina, Max odlučuje paziti na kamen dok se nije izlegao Jirachi, sladak no zaigran Pokémon koji je zaista volio činiti dobre stvari ljudima, poput donošenja slatkiša. Doduše, Jirachija je poželio Butler, pa su ga Max i Ash morali obraniti. Nakon što je prošlo tjedan dana, Jirachi se vratio na svoj tisućugodišnji san, pozdravivši se s Maxom kojeg više nikada neće vidjeti.
- Shuppet

Max je postao prijatelj Shuppetu u epizodi 355 "Take This House and Shuppet" koji je živio u napuštenom motelu na putu u grad Fortree. Društvo se sklonilo u starom hotelu od oluje, no razdvojili su se nakon što su May i Ash prestrašili Maxa koji je pobjegao. Dok je lutao hodnicima tražeći svoju sestru, naišao je na Shuppeta koji je iz njega upio sve negativne osjećaje koje je u tom trenutku osjećao prema svojoj sestri. Shuppet ga je odveo do skladišta prepunog igračaka gdje se veselo igrao s njim, dok nisu vidjeli Maxove prijatelje kako prolaze. Max i Shuppet sakrili su se u kuhinji u namjeri da prestraše May, no na kraju vide Tim Raketa kako pokušavaju ukrasti Mayina Torchica koji je tražio Maxa. Shuppet je pokušao zaustaviti Tim Raketa, no na kraju se uhvatio u njihovu mrežu. Ashov je Swellow upotrijebio svoj Napad krilima (Wing Attack) da bi spasio Shuppeta, dopustivši mu da se vrati svojoj staroj trenerici Emily koja je nekoć vodila napušteni motel.
- Ralts

U epizodi 384 "Do I Hear a Ralts?" Max naiđe na ozlijeđenog Raltsa i odluči pomoći Pokémonu odvevši ga u Pokémon centar. Max je na vrijeme stigao do Pokémon centra i Ralts se potpuno oporavio. Max je ostavio Raltsa s njegovom obitelji (Kirliom i Gardevoirom, Raltsovim evolucijskim oblicima) i obećao mu da će se vratiti po njega nakon što postane Pokémon trener.
- Deoxys

Max se sprijateljio s Deoxysom u epizodi "Pokémon Ranger! Deoxys Crisis". Deoxys se meteorom srušio na zemlju i počeo stvarati smetnje u lokalnom području. Nakon što biva pronađen, on otme Maxa i Meowtha Tima Raketa, i odvede ih u drugu dimenziju. Tijekom tog vremena Max se sprijateljio s Deoxysom i shvatio da on samo želi otići i nastaviti sa svojim životom.